# 요안니스 칸타쿠지노스 (데스포티스)
요안니스 칸타쿠지노스(그리스어: Ἱωάννης Καντακουζηνός; ca. 1342 – 1380년 후)는 동로마 제국의 데스포티스였다.
요안니스는 1342년경, 동로마 제국의 공동황제인 마테오스 칸타쿠지노스와 이리니 팔레올로기나의 장남으로 태어났다. 1357년 12월 마테오스가 제위 포기를 한 후, 이제 유일한 황제인 요안니스 5세 팔레올로고스는 요안니스를 최고 궁정 지위인 데스포티스로 승격시켰다.
그 이후 요안니스 칸타쿠지노스에 대해서는 거의 알려진 바가 없다. 1361년에 그는 모레아로 갔고, 그곳에서 지금은 베네치아의 산 사무엘레 교회에 있는 테오토코스의 이콘의 기증자로 다시 기록되었다.
그는 동로마 제국의 주프랑스와 주베네치아 대사인 테오도로스 칸타쿠제노스의 아버지였을 수도 있다.

## 자료
- Guilland, Rodolphe (1959). “Recherches sur l'histoire administrative de l'Empire byzantin: Le despote, δεσπότης”. 《Revue des études byzantines》 (프랑스어) 17: 52–89. doi:10.3406/rebyz.1959.1199. 2011년 5월 28일에 확인함.
- (독일어). Verlag der Österreichischen Akademie der Wissenschaften. |제목=이(가) 없거나 비었음 (도움말)